# مستشفى الشيخ خليفة التخصصي
مستشفى حكومي متخصص يقع على شارع الشيخ محمد بن زايد في إمارة رأس الخيمة. تم افتتاحه رسمياً في 18 فبراير 2015، ويخدم إمارات رأس الخيمة وعجمان وأم القيوين

## إدارة المستشفى
يتولى مستشفى جامعة سيؤول الوطنية إدارة المستشفى لمدة 5 سنوات

## أطباء المستشفى
يوجد في مستشفى الشيخ خليفة التخصصى أكثر من 670 من المتخصصين في الرعاية الصحية بما في ذلك الأطباء والممرضات وموظفي الإدارة من ثمانية وعشرين جنسية مختلفة

## أقسام المستشفى
يتكون المستشفى من 6 أدوار على مساحة 65 ألف متر مربع ويتكون المبنى الرئيس للمستشفى من طابق سفلي وأرضي وأربعة طوابق، إلى جانب طابق خامس للخدمات الإلكتروميكانيكية، وبمساحة بناء إجمالية تبلغ نحو 57 ألف متر مربع، وبسعة 248 سريراً قابلة للزيادة حتى 400 سرير عند الحاجة.
ويضم المبنى مهبطاً للطائرات المروحية ومواقف للسيارات بسعة 640 سيارة، وقد صمم مبنى المستشفى ليستوعب أي زيادات مطلوبة في عدد الأسرّة أو الأقسام المختلفة التي ستضم في المرحلة الأولى الأمراض السرطانية وأمراض القلب والحوادث، إلى جانب العلاج بالإشعاع

## التكلفة
بلغت تكلفة إنشاء المستشفى مليار درهم

## روابط خارجية
- مستشفى الشيخ خليفة التخصصي